# Llanddewi Brefi
Pour les articles homonymes, voir Llanddewi.
Llanddewi Brefi est un village et une communauté du Ceredigion, au pays de Galles.

## Géographie
Llanddewi Brefi est situé dans le sud du Ceredigion, à une dizaine de kilomètres au nord-est de la ville de Lampeter. La communauté comprend également le hameau de Llanio (cy).

## Histoire
Llanio abrite les ruines du fort romain de Bremia (en).
Le synode de Brefi (en) est organisé à Llanddewi Brefi au VIe siècle.

## Démographie
Au recensement de 2011, la communauté de Llanddewi Brefi comptait 640 habitants. 